# The Telephone
The Telephone is een dramedy uit 1988 geregisseerd door Rip Torn. Het verhaal werd geschreven door Terry Southern en Harry Nilsson.

## Synopsis
Op een paar scènes na speelt het hele verhaal zich af in het appartement van Vashti Blue ergens in San Francisco.
Vashti is een werkloze actrice. Op haar antwoordapparaat staan een aantal berichten waaronder een herinnering van een auditie ingesproken door haar agent en een herinnering aan een niet-betaalde telefoonfactuur. De rest van de film wordt gevuld met al dan niet telefoongrappen naar diverse vrienden en winkels. Ze krijgt bezoek van haar ex-agent Rodney. Rodney zegt dat Vashti's slecht karakter  de oorzaak is waarom ze geen werk vindt.
Op het einde van de film wordt duidelijk dat Vashti mentaal gestoord is wanneer een technicus van de telefoonmaatschappij haar toestel komt halen. Daaruit blijkt dat de telefoonlijn al enige tijd geleden werd afgesloten wegens wanbetalingen. Omdat Vashti het toestel niet wil meegeven, vermoordt ze de technicus.

## Rolverdeling
| Acteur            | Personage                      |
| ----------------- | ------------------------------ |
| Whoopi Goldberg   | Vashti Blue                    |
| Severn Darden     | Max                            |
| Elliott Gould     | Rodney                         |
| John Heard        | technicus telefoonmaatschappij |
| Herve Villechaize |                                |

## Prijzen en nominaties
| Westrijd                      | Categorie              | Ontvanger(s)                  | Resultaat   | Ref.  |
| ----------------------------- | ---------------------- | ----------------------------- | ----------- | ----- |
| Kids' Choice Awards, USA      | Favorite Movie Actress | Whoopi Goldberg               | Gewonnen    |       |
| Golden Raspberry Awards 1988  | Worst Actress          | Whoopi Goldberg               | Genomineerd | [ 3 ] |
| The Stinkers Bad Movie Awards | Worst Picture          | Moctesuma Esparza Robert Katz | Genomineerd |       |